# Musée archéologique régional de la Vallée d'Aoste
 (juin 2023).
Si vous disposez d'ouvrages ou d'articles de référence ou si vous connaissez des sites web de qualité traitant du thème abordé ici, merci de compléter l'article en donnant les références utiles à sa vérifiabilité et en les liant à la section « Notes et références ».
Le Musée archéologique régional de la Vallée d'Aoste (MAR) est un musée siégeant place Roncas à Aoste. Le musée ouvre officiellement ses portes au public le 15 octobre 2004.

## Le siège
Le MAR siège dans le bâtiment de l'ancienne caserne Challant, à l'endroit où se dressait autrefois la Porta principalis sinistra (en latin, « Porte principale de gauche ») de la ville d'Augusta Prætoria Salassorum. Sous le  musée se trouvent les fouilles destinées à retrouver les vestiges de la porte septentrionale de la cité romaine.
Déjà maison forte de la famille noble aostoise de Vaudan, ce bâtiment a accueilli le couvent de la Visitation, fondé par le marquis Pierre-Philibert de Roncas et par son épouse Emérentienne de Vaudan.
Après 1802, il devint le siège de la caserne Challant, tandis que d'autres parties de l'édifice furent utilisés de façon différente, des écuries aux entrepôts d'instruments agricoles.

## Les collections
Le musée dispose de nombreuses pièces archéologiques provenant de toute la Vallée d'Aoste, rangées par ordre chronologique.

### La Préhistoire
Les pièces archéologiques exposées sont des ornements funéraires, des verres, des vases en terre cuite et des stèles anthropomorphes. Cette collection sera bientôt déplacée au Site mégalithique de Saint-Martin-de-Corléans.

### Les Romains
Au MAR on peut admirer une vaste collection de pièces de l'époque romaine. En particulier, entre autres, des ornements funéraires, des objets en verre, des assiettes, des statues, des instruments théâtraux et des jeux.

### La maquette d'Augusta Prætoria
Au MAR se trouve aussi une maquette de l'ancienne ville romaine d'Augusta Prætoria Salassorum, qui a été reconstituée à partir des fouilles.